# اینتر آیلند ایرویز
اینتر آیلند ایرویز (به انگلیسی: Inter Island Airways) یک شرکت هواپیمایی است که در تاریخ ۱۹۹۳ میلادی تأسیس شده است. دفتر مرکزی اینتر آیلند ایرویز در پاگو پاگو، ساموآی آمریکا واقع شده‌است و به ۳ مقصد، پرواز مستقیم انجام می‌دهد.